# 벨라 차오
벨라 차오(이탈리아어: Bella Ciao, 영어: Goodbye Beautiful) 또는 한국어 제목인 안녕 내 사랑은 1943년~1945년 사이 이탈리아의 반파시즘 저항군들이 불렀던 노래이다.
작사가와 작곡가는 알려져있지는 않지만 20세기초에 착취당하고 있던 이탈리아 북부의 포강가의 쌀농사를 짓는 농부들이 불렀던 노래의 저항정신이 담겨져있는 곡과 가사를 가져온 것이다.
"Alla mattina appena alzata" 부분은 베토벤의 소나타 8번 비창과 비슷하다.
이 곡은 이탈리아 민요를 연구해 왔던 죠반나 다피니(Giovanna Daffini)가 1962년에 녹음한 것이 최초의 녹음으로 알려져 있다.
19세기 중후반에 비슷한 곡 "Alla mattina appena alzata"가 있었던 것으로 알려져있다. 최초의 버전은 1906년 이탈리아 북부의 피에몬떼의 베르첼리 로부터 시작되었다.
이곡은 유고내전 당시에도 많이 불렸다고 한다.
자유를 찬양하는 노래로 역사적이고 혁명적인 이벤트에서 많이 연주되었으며 현재에도  그렇다. 원래는 나찌군에 대항하던 이탈리아의 저항군(파르티잔)들이 불렀던 곡이며 폭압적인 정권이나 권력자들에 대항해서 자유를 갈구하는 곡으로 사용되고 있다.
웨이터에서 오페라 가수가 되었던 로마노스 마르코니 그릴 Romano's Macaroni Grill의 애창곡으로 의자 위로 올라가 관객들과 함께 박수를 치며 열정적으로 불렀으며, 텀포가 점점 빨라지게 연주를 하였다.
2012년 환경운동가들은 벨라 차오의 멜로디를 지구 온난화에 저항하는 정치적 행동을 요구하는 내용으로 바꾸어 Do it now라는 곡을 만들기도 하였다.
넷플릭스 원작의 이탈리아, 영국, 미국 합작영화인 두 교황과 스페인 드라마인 종이의 집(La casa de papel)에서 자신들의 혁명을 위해 주인공인 교수와 베를린이 부른 곡이기도 하다.